# Gaylord (Michigan)
Gaylord – miasto w Stanach Zjednoczonych, w stanie Michigan, siedziba hrabstwa Otsego.